# Szymon Zuzak
Szymon Zuzak (ur. 16 października 1850 w Białobrzegach, zm. 3 października 1887 w Sanoku) – polski duchowny rzymskokatolicki.

## Życiorys
Urodził się 16 października 1850 w Białobrzegach. Ukończył szkołę ludową w pobliskim Krośnie. Do VII klasy kształcił się w C. K. Gimnazjum w Tarnowie. Klasę VIII ukończył w C. K. Gimnazjum św. Anny w Krakowie i tam zdał egzamin dojrzałości w 1872.
Wstąpił do seminarium duchownego i ukończył studia teologiczne. W 1876 otrzymał sakrament święceń otrzymał w 1876 i został duchownym rzymskokatolickim. Był wikarym w Komborni do 1878. Posługując tamże namówił do dalszego kształcenia Jana Stapińskiego. Następnie był wikarym w Gorlicach do 1881. Pracował jako katecheta w czteroklasowej szkole etatowej męskiej w Gorlicach.
Dysponując egzaminem na katechetę w seminariach nauczycielskich 6 grudnia 1881 jako suplent został mianowany zastępcą katechety w C. K. Gimnazjum w Sanoku zajmując miejsce ks. Edwarda Dziubka. Przez siedem lat katechizował w rozwijającym się gimnazjum (założonym w 1880) jako jedyny kapłan obrządku rzymskokatolickiego. W połowie lat 80. był jednym z siedmiu rzymskokatolickich katechetów gimnazjalnych w diecezji przemyskiej. Po zdaniu egzaminu na katechetę w gimnazjach w sierpniu 1887 został mianowany rzeczywistym katechetą i otrzymał posadę katechety w sanockim gimnazjum.
W 1880 wydał dzieło pt. Tablica Katechizmowa. Jej potrzeba, części składowe, używanie i powód przetłumaczenia. Zawierała ona obraz w stylu gotyckim z wizerunkami Ukrzyżowanego Jezusa, Matki Boskiej i świętych, a dochód z jej sprzedaży przeznaczono na budowę kościoła parafialnego w Gorlicach. Rozporządzeniem C. K. Rady Szkolnej Krajowej z 25 lutego 1882 polecono, aby tablica znajdowała się w każdej szkole ludowej, bo nie tylko służyłaby do przyozdobienia izby szkolnej, ale pobudzałaby nadto młodzież szkolną do odczytywania prawd katechizmowych i modlitw na niej umieszczonych, i zachowania ich w pamięci. W 1883 Tablica Katechizmowa ks. Zuzaka była polecana na łamach branżowego tygodnika „Szkoła” do wykorzystania jako nagroda przy egzaminach. Szymon Zuzak był autorem obszernej pracy zatytułowanej Nauka religii w szkołach, wydrukowanej w Sprawozdaniu C.K. Gimnazyum w Sanoku za rok szkolny 1884, a później kolportowanej jego nakładem. W trakcie pracy w Sanoku do końca życia był kooperatorem miejscowej parafii pw. Przemienienia Pańskiego w Sanoku.
Zmarł po krótkiej chorobie na serce 3 października 1887 w Sanoku. Został pochowany na cmentarzu przy ul. Jana Matejki w Sanoku 5 października 1887 w pogrzebie pod przewodnictwem ks. proboszcza Franciszka Salezego Czaszyńskiego. We wspomnieniu w „Gazecie Przemyskiej” został określony jako mąż wielkiej nauki, niezmordowanej pracy, nieugiętego charakteru, ściśle trzymający się ustaw kościoła i szkolnych.